# Богданица
Богданица (болг. Богданица) — село в Болгарии. Находится в Пловдивской области, входит в общину Садово. Население составляет 632 человека.

## Политическая ситуация
В местном кметстве Богданица, в состав которого входит Богданица, должность кмета (старосты) исполняет Александр  Иванов Александров (независимый) по результатам выборов.
Кмет (мэр) общины Садово — Марин Драганов Йосифов (инициативный комитет) по результатам выборов.